# Lukas Mähr
Lukas Mähr (Bregenz, 23 de abril de 1990) es un deportista austríaco que compite en vela en la clase 470.
Participó en los Juegos Olímpicos de París 2024, obteniendo una medalla de oro en la clase 470 mixto (junto con Lara Vadlau). Ganó una medalla de bronce en el Campeonato Mundial de 470 de 2017.

## Palmarés internacional
| \| Juegos Olímpicos \| Juegos Olímpicos \| Juegos Olímpicos \| Juegos Olímpicos \| \| Año \| Lugar \| Medalla \| Clase \| \| ------------------ \| ----------------- \| ----------------- \| ---------------- \| \| 2024 \| París (Francia) \| Medalla de oro \| 470 mixto \| \| Campeonato Mundial \| \| \| \| \| Año \| Lugar \| Medalla \| Clase \| \| 2017 \| Salónica (Grecia) \| Medalla de bronce \| 470 \| |                   |                   |           |
| Juegos Olímpicos |                   |                   |           |
| Año | Lugar             | Medalla           | Clase     |
| 2024 | París (Francia)   | Medalla de oro    | 470 mixto |
| Campeonato Mundial |                   |                   |           |
| Año | Lugar             | Medalla           | Clase     |
| 2017 | Salónica (Grecia) | Medalla de bronce | 470       |